# Patrick French
Pour les articles homonymes, voir French.
Patrick French, né le 28 mai 1966 à Aldershot et mort le 16 mars 2023 à Londres, est un historien et biographe britannique.

## Biographie

### Origines familiales
Patrick Rollo Basil French naît le 28 mai 1966 à Aldershot au sud-ouest de Londres dans une famille irlandaise. Son père, Maurice, est officier de l'armée et sa mère, Lavinia (Burke) French, est femme au foyer.

### Scolarité
Il grandit à Warminster en Angleterre, et fréquente l'Ampleforth College (en), une école catholique romaine dépendant d'un monastère dans le Yorkshire. Il y a côtoyé l'historien britannique William Dalrymple.

### Études universitaires
Il étudie les littératures anglaise et américaine à l'université d'Édimbourg où il obtient une maîtrise en littérature anglaise et un doctorat en études sud-asiatiques.

### Intérêt pour le bouddhisme tibétain
À l'âge de 16 ans, il rencontre le 14e dalaï-lama qui visite ce monastère, rencontre qui suscite chez lui un intérêt pour le Tibet, renonçant même à la foi catholique romaine de son enfance pour adopter le bouddhisme tibétain, déclarant cependant ne jamais avoir ressenti le besoin de se convertir.

### Militant de la cause tibétaine
Lors des élections générales de 1992, il est candidat du Parti vert au Parlement, période à laquelle il est aussi président de l'association Free Tibet Campaign, qui milite pour la fin de ce qu'elle appelle l'occupation chinoise du Tibet. Il est membre du comité de direction du groupe de soutien au Tibet au Royaume-Uni, ainsi que membre fondateur de la table ronde intergouvernementale Inde - Royaume-Uni.
En 1999, à la suite d'un voyage au Tibet et dans les régions limitrophes, il démissionne de la présidence de Free Tibet Campaign, doutant qu'un Tibet libre ait un sens sans une Chine libre.

### L'historien et biographe
Patrick French est décrit comme historien,, de l'Inde et du Tibet et un biographe.
Il écrit plusieurs livres dont Younghusband: The Last Great Imperial Adventurer (1994), une biographie de Francis Younghusband, Tibet, Tibet Une histoire personnelle d'un pays perdu relatant sa visite du Tibet en 1999 et The World Is What It Is (2008), une biographie du lauréat du prix Nobel V. S. Naipaul, laquelle a remporté le National Book Critics Award aux États-Unis. Le livre a été sélectionné par les rédacteurs en chef de The New York Times Book Review comme l'un des « 10 meilleurs livres de 2008 ».
En 2003, il refuse d'être nommé membre de l'Ordre de l'Empire britannique, afin de « conserver son  indépendance en tant qu'écrivain »,.
En 2013, il est Visiting Scholar au Center for the Advanced Study of India, la première institution de recherche aux États-Unis vouée à l'étude de l'Inde contemporaine.

## Vie personnelle et mort
French était marié à Meru Gokhale, anciennement rédacteur en chef de Penguin Random House India, et la fille de l'auteur et éditeur Namita Gokhale. Il a été marié une fois auparavant, à Abigail Ashton-Johnson.
French est décédé le 16 mars 2023 à Londres, à l'âge de 56 ans. Il avait un myélome depuis quatre ans.

## Publications

### Ouvrages
- (en) Younghusband: The Last Great Imperial Adventurer (1994), biographie de Francis Younghusband.
- (en) Liberty or Death: India's Journey to Independence and Division (1997), Flamingo Édition, New Ed,  (ISBN 0-00-655045-2)
- (en) Tibet, Tibet: A Personal History Of A Lost Land (2003), (fr) Tibet, Tibet Une histoire personnelle d'un pays perdu, traduit de l'anglais par William Oliver Desmond, Albin Michel, 2005,  (ISBN 978-2-226-15964-9)
- (en)The World Is What It Is (en) (2008), biographie de l'écrivain détenteur du prix Nobel Sir V. S. Naipaul[22].
- (en) India: A Portrait, Penguin Books, Limited, 2012,  (ISBN 0141041579 et 9780141041575)

### Articles
- (en) My Friend, Ngodup, Outlook, 18 mai 1998 (au sujet de Thupten Ngodup)
- (en) A Secret War in Shangri-La, 14 novembre 1998, The Daily Telegraph (au sujet d'un film de Tenzin Sonam)
- (en) He May Be a God, but He's No Politician, The New York Times, 22 mars 2008

## Distinctions
- En 1995, il reçoit le Prix Somerset-Maugham pour son livre Younghusband: The Last Great Imperial Adventurer.
- En 1997, il remporte le prix « Jeune auteur de l'année » du Sunday Times pour Liberty or Death: India's Journey to Independence and Division.
- En 2008, il est finaliste du prix Samuel Johnson qui récompense des essais publiés en langue anglaise, pour son livre The World Is What It Is: The Authorised Biography of VS Naipaul.
- En 2009, il reçoit le Prix Hawthornden pour son livre The World Is What It Is.